# Mestertanár
Mestertanár kitüntetés vagy Mestertanár Aranyérem az Országos Tudományos Diákköri Tanács által tudományos témavezetői tevékenységért adományozott díj.

## Alapítása
„Az Országos Tudományos Diákköri Tanács (OTDT) 1997. november 6-i ülése elhatározta, hogy a kiemelkedő témavezetői és tudományos diákköri szervezői munkáért adományozott elismerés immár évtizedes sikere alapján, a minőségi felsőoktatás érdekében kifejtett munkásság méltányolására Mestertanár kitüntetést alapít mindazon oktatók és kutatók jobb megbecsülése és ösztönzése céljából, akik az egyetemisták és a főiskolások kötelező tananyag elsajátításán túlmutató, tudományos diákköri, szakkollégiumi vagy egyéb önképzési formában megvalósuló tudományos tevékenységének elősegítéséért, kibontakoztatásáért és elismeréséért témavezetőként és a tudományszervezés terén éveken át kiemelkedően eredményes, áldozatos munkát végeztek.”

## Feltételek
- Kiterjedt és eredményes témavezetői tevékenység;
- Tudományszervezői tevékenység;
- A kitüntetés kétévenként, az Országos Tudományos Diákköri Konferenciát követően, annak ünnepélyes záró rendezvényén kerül kiosztásra;
- A Mestertanár kitüntetést egy személy 10 éven belül csak egyszer kaphatja meg;
- A kitüntetés teljes értékű jogelődje az 1997-ig adományozott Témavezető Mester és Iskolateremtő Mestertanár elismerés (elismerő oklevél és az OTP Fáy András Alapítványának díja, a Fáy András-díj).

## Az emlékérem
Az emlékérem aranyozott, 925-ös finomságú, ezüst anyagú, 42,5 mm átmérőjű, 3 mm vastagságú érem, homlokzati oldalán Raffaello Sanzio: Az athéni iskola című művének részlete alapján készített motívummal, Mestertanár felirattal; hátoldalán Országos Tudományos Diákköri Tanács körfelirattal, virág motívummal és az alapítás évét megörökítő 1998 felirattal. Az érem homlokzati oldala Bognár György szobrászművész alkotása, hátoldala pedig amely a dátum kivételével azonos a Pro Scientia Aranyérem hátoldalával Kocsis Előd szobrászművész alkotása. Az éremhez kisméretű aranyozott kitűző is tartozik. Az oklevelet az OTDT elnöke, a Magyar Tudományos Akadémia elnöke és a nemzeti erőforrás miniszter írja alá.

## Kapcsolódó információk
- Zrinyi Miklós Nemzetvédelmi Egyetem A MESTEROKTATÓI, MESTERTANÁRI CÍM A cím adományozásának rendje[halott link]
- JATE/SZTE TTIK oktatók és kutatók, akik a TDK tevékenységükért központi (OTDT) elismerést kaptak 1989-től
- Mestertanár Aranyérem kitüntetés
- Mestertanár Aranyérem kitüntettettek, 2011[halott link]